# Alfa Romeo Alfetta
Alfa Romeo Alfetta (Type 116) — седан и фастбэк бизнес-класса, производившийся итальянской компанией Alfa Romeo с 1972 по 1987 год. Модель была популярна из-за хорошей комбинации низкого веса и мощного двигателя. Всего было продано более 400 000 экземпляров, пока в 1987 году не было закончено производство модели.
Седан был разработан Центром Стиля Alfa Romeo, а Alfetta GTV купе (не путать с более поздней Alfa Romeo GTV 1995 года или с классической Giulia GTV) был разработан Джорджетто Джуджаро. Alfetta была представлена с новой трансмиссией. Сцепление и коробка передач располагались в задней части автомобиля, вместе с дифференциалом для большего распределения веса по осям, как было использовано раньше на гоночных моделях Alfetta 158/159 Grand Prix. Модель под названием "Золотой Клевер" (итал. Quadrifoglio Oro) продавалась на некоторых рынках под именем Alfetta 159i. На ней была установлена торсионная подвеска на двойных рычагах спереди и системой подвески De Dion. Alfetta была модернизирована в 1979 году, когда был обновлён внешний вид автомобиля, новые фары, новые колёсные арки, а также добавлены дизельные версии двигателя.

## Двигатели
| Версия                   | Годы    | Количество |
| ------------------------ | ------- | ---------- |
| Alfetta                  | 1972-74 | 104,454    |
| Alfetta (RHD)            | 1972-78 | 2,011      |
| Alfetta 1.8              | 1975-83 | 67,738     |
| Alfetta 1.6              | 1975-83 | 77,103     |
| Alfetta 2000             | 1976-77 | 34,733     |
| Alfetta 2000 (RHD)       | 1977    | 1,450      |
| Alfetta 2000 L           | 1978-80 | 60,097     |
| Alfetta 2.0              | 1981-84 | 48,750     |
| Alfetta 2000 LI America  | 1978-81 | 1,000      |
| Alfetta 2000 Turbodiesel | 1979-84 | 23,530     |
| Alfetta Quadrifoglio Oro | 1982-84 | 19,340     |
| Alfetta CEM              | 1983    | 991        |
| Alfetta 2.4 Turbo Diesel | 1983-84 | 7,220      |
| Всего                    | Всего   | 448,417    |

Модель была доступна с двумя четырёхцилиндровыми двигателями DOHC c двумя клапанами на цилиндр, а также турбодизельной версией поставляемой итальянской компанией VM Motori. Базовые двигатели 1.6 л. и 1.8 л. имели два бочкообразных карбюратора, в то время как версия 2.0 л DOHC получила инжектор в 1979 году. Дизель вначале имел 2.0 л, но потом был увеличен до 2.4 л в 1982 году.
Четырёхдверная Alfetta продавалась в США с 1975 по 1977 год под именем Alfetta Sedan. С 1978 по 1979 год среднерестайлинговая версия продавалась под именем Sport Sedan. Четырёхцилиндровое купе было доступно с 1975 по 1977 год под именем Alfetta GT, впоследствии переименованной в Sprint Veloce для последних двух лет производства в 1978 и 1979 годах. И наконец, версия V6 предлагалась с 1981 по 1986 год под именем GTV-6.
Alfa Romeo Alfetta была хорошо узнаваема во всем мире, с тех пор как премьер-министр Италии Альдо Моро использовал её в своём официальном эскорте, когда в 1978 году он был похищен, а затем убит Итальянской Террористической Левой организацией Красная Бригада (Red Brigades). Об этих событиях впоследствии был снят весьма удачный итальянский фильм The Advocate, в котором фигурировали Alfetta всех типов — от Carabinieri 'Short Nose-Round Light' до личной машины премьера  'Long Nose-Square Light' 2000 Super Saloon.
Специальная полуэкспериментальная версия CEM (Controllo Elettronico del Motore) разрабатывалась в 1981 году в сотрудничестве с Университетом в Генуе. Всего было сделано 10 экземпляров на базе «2.0» л, данный двигатель мог использовать два или четыре цилиндра для своих нужд для снижения расхода топлива. Автомобили были использованы в такси в Милане, с целью проверки и оценки использования в реальных ситуациях. После первой попытки в 1983 году, была выпущена малая серия (991 экземпляр), которая продавалась специальным клиентам. Несмотря на эту вторую экспериментальную фазу, проект не получил дальнейшего развития.

## Южная Африка
Южноафриканские модели были первыми моделями, производимыми на автомобильном заводе Росслин (Rosslyn), расположенном рядом с Преторией. Наряду с моделями 1973 года, изготавливались модели марки Datsun. С 1974 года для производства Южноафриканской Alfetta был построен собственный завод Alfa Romeo в Бритсе. Начиная с Октября 1982 года, автомобили тут были маркированы как Alfa Romeo 159i с инжектором и двухлитровым двигателем.

## Дизайн и динамика
Задняя подвеска типа "De Dion" с дифференциалом и КПП, устанавливаемая на Alfetta, так же применялась на моделях GTV, 90, 75, придавая им прекрасное распределение веса по осям. Особенности были отмечены как современные, таким тестерами автомобилей как Vicar. Система ведущего мост в блоке с коробкой передач в комбинации с тормозными дисками и хорошо отбалансированной подвеской типа de Dion показала отменные результаты на треках и в другим испытаниях. Дизайн передней подвески был также необычен, туда устанавливался длинный торсионный рычаг напрямую к нижним рычагам и с дополнительными амортизаторами.

## Alfetta GT и GTV
Модель Alfetta послужила основой для создания фастбэк-купе GTV,представленного в 1974 году как Alfetta GT. Изначально модель была сразу доступна только с 1,8-литровым (1779 куб.см) четырёхцилиндровым DOHC двигателем Alfa Romeo. Данные двигатели обладали цепным механизмом с 8-клапанной головкой блока и поперечным расположением.
В 1979 году, после нескольких минимальных доработок, включая доработку двигателя с новым профилем коленвала, увидел свет новый 2-литровый двигатель для Alfetta GTV 2000. Autodelta также выпустила ограниченную серию турбированных моделей под именем Turbodelta для омологации в (ФИА) по Группе 4. Данная модель использовала турбину производства KKK, которая увеличивала мощность до 175 л.с. (129 кВт). Автомобиль также получил доработанную подвеску. Это была первая итальянская модель с турбонаддувом.
Стиль GTV, как и другие отличительные особенности, были во многом унаследованы от спорткара Montreal. Примерами этого являются линии на капоте, «гребешки» над фарами, а также задние фонари, напоминающие Monrteal. Двери были схожи у обоих моделей; кроме того, были использованы одни и те же дверные ручки.
В 1981 году, GTV получила рестайлинг: новый серый пластиковый бампер, все украшения стали чёрно-матовыми вместо стальных, двигатели объёмом 1,6 и 1,8 литров были убраны, а двухлитровая версия стала базовой моделью купе под именем Alfa GTV 2.0, название Alfetta ушло в историю. Вместо устанавливаемых раньше 14-дюймовые прессованных стальных или опциональных 14-дюймовых легкосплавных, стали стандартно устанавливаться 15-дюймовые легкосплавные диски.

## GTV6
Чуть позднее в этом же году была выпущена GTV-6, версия GTV с SOHC V6 2.5 л. двигателем от люксового седана Alfa 6. В результате капот получил выпуклость, чтобы освободить верхнюю часть впускного тракта и стал его наиболее выраженной особенностью. Инжектор от Bosch вместо шести карбюраторов от Dell'Orto в ранних версиях Alfa 6. Двигатель V6 был намного легче и лучше. V6 получил восторженные отзывы от прессы, в то время как такой же старый двигатель на Alfa 6 постоянно подвергался критике из-за проблем с карбюраторами. GTV-6 стал более удобным, где можно было вытянуть свои ноги, в отличие от менее спортивного седана Alfa 6. Система инжекторной запитки сразу же сделала вторую серию Alfa 6 успешной. GTV прошёл огромное количество доработок, включая новое передаточное отношение и внутреннюю отделку в 1984 году.
GTV6 был успешным гоночным автомобилем, включая тотальную доминацию в Чемпионате Европы по турингу в течение четырёх лет (1982—1985), победу на Чемпионате Великобритании по турингу в 1983 с гонщиком Энди Роус(Andy Rouse), а также другие многие победы в гонках и раллийных соревнованиях в национальных чемпионатах в Италии и Франции. в Группе A GTV6, управляемая французским гонщиком Ивесом Лубэ(Yves Loubet), выиграла в своём классе в 1983, 1984, 1985 и 1986 раунд Tour de Corse Мирового Чемпионата по Ралли (WRC), показав превосходные качества Альфовского купе на бетонных трассах.
GTV6, управляемая Грегом Карром(Greg Carr) и Фредом Госентасом(Fred Gocentas), добился победы в 1987 году на Чемпионате по ралли в Австралии.
Автомобильные журналы оценили Звук V6 как один из самый лучших звуков двигателей. British Classic & Sportscar отмечал: «Лучший звучащий двигатель, как и Maserati V8».
Серая GTV6 фигурировала в Джеймс Бонде в фильме Осьминожка. Бонд (в роли Роджера Мура крадёт припаркованный автомобиль в Западной Германии, пока её владелец разговаривал по телефону. На ней Бонд спешит в Цирк Осьминожка, где он обезвредит бомбу, установленную злодеем Камал Ханом (Луи Журданом).
Южноафриканские модели были первыми, производимыми на автомобильном заводе Росслин, рядом с Преторией. Наряду с моделями 1973 года, изготавливались модели марки Datsun. С 1974 года для производства южноафриканской Alfetta был построен собственный завод Alfa Romeo в Бритсе. ЮАР был одним из двух рынков где были турбированные GTV6 с турбонаддувом от GTV6 Garrett и впуском от NACA. Было выпущено 750 единиц до прекращения производства в 1986. Южноафриканский рынок также был представлен 3,0-литровым GTV-6, предшествующий международному дебюту заводского двигателя 3.0 л в 1987 году. В среднем почти 200 моделей были построены в ЮАР специально для гоночной категории. В наши дни, GTV-6 осталась наиболее типичной Alfa Romeo для южноафриканцев.
Для США было всего две ограниченные вариации моделей GTV-6. Balocco (названный в честь известного тестового трека в Италии) в 1982 году было произведено только 350 автомобилей. Balocco был доступен только в красном цвете с люком и чёрным интерьером, отделанным кожей рулем и красными сидениями. Модель также имела 2 зеленых Клевера, установленных в задней части автомобиля над эмблемой «Balocco SE». Информационная табличка была установлена в перчаточный ящик, обозначающий номер серии автомобиля 350 (XXX of 350). Вторая модель для США — GTV-6 2.5 Maratona, которой было выпущено только 150 штук. Maratona включала в себя более агрессивную аэродинамическую компоновку, легкосплавные диски Speedline, люк, рукоятку переключения передач, задние жалюзи, противотуманные фары от Carello. Все модели были доступны только в серебряном цвете с чёрной кожей внутри и эмблемой Maratona на дверце бортового ящика, решётке радиатора и на дверце багажника. (Одна из особенностей Maratona был аэродинамический обвес, который был дополнительной опцией у дилеров для других моделей GTV-6.)
Callaway Cars, известный по своему тюнингу Camaro, Impala SS и Corvette, решился модернизировать от тридцати до тридцати шести (в зависимости от того, «считаются» те автомобили, с компонентами Callaway, которые не были собраны Callaway, но вместо этого были взяты компоненты, установленные от Alfa Romeo дилеров) турбированных GTV-6 между 1983 и 1986, причём первые пять (произведённые с 1983 по 1985, были проданы под выпуском 1985 года. Компания оставила свои первый прототип, проданный в итоге под годом 1984) были только прототипами. Callaway «автомобили» были вновь переведены в модельный ряд 1986 года. В дополнении к огромным мелким обновлениям компонентов Callaway GTV-6 включала небольшое обновление подвески (особенно установленные метрические Michelin TRX резина и колеса вместо стандартных покрышек Pirelli или Goodyear, на легкосплавных дисках BS, Speedline, OZ или BBS), улучшенные тормоза, и, самое главное, двойной турбонаддув, выдающий невероятные цифры. Кроме того, различные турбированные GTV недолго выпускались на Австралийском рынке.
| Версия                       | Годы    | Количество |
| ---------------------------- | ------- | ---------- |
| Alfetta GT (1.8)             | 1974-76 | 21,947     |
| Alfetta GT (1.6)             | 1976-80 | 16,923     |
| Alfetta GTV (2.0)            | 1976-78 | 31,267     |
| Alfetta GTS (1.6)            | 1976-80 |            |
| Alfetta GTV Strada (2.0)     | 1976-80 |            |
| Alfetta GTV 2.6 V8           | 1977    | 20         |
| Alfetta GTV L (2.0)          | 1978-80 | 26,108     |
| Alfetta GTV 2000 America     | 1979-80 |            |
| Alfetta 2000 Turbodelta      | 1979-80 | 400        |
| Alfetta GTV 2.0              | 1980-83 | 10,352     |
| GTV 2.0                      | 1983-87 | 7,296      |
| Alfetta GTV Grand Prix (2.0) | 1981-82 | 650        |
| Alfetta GTV 2.5              | 1980-83 | 11,468     |
| GTV 2.5                      | 1983-87 | 10,912     |
| GTV 3.0 V6                   | 1984-85 | 200        |
| GTV 2.5 Twin Turbo           | 1985-86 | 36         |

## GT, GTV и GTV6 — гоночные версии от Autodelta
Гоночные версии Alfetta GT и GTV были построены Autodelta, имевшие сначала атмосферные двигатели с ранней GTAm. Они строились на базе 105 серии купе для допуска в FIA Группа 2. Было всего несколько вариаций от Alfetta GT двигателей 1800 см³ с 8 свечами или 16 клапанами в головке блока до 2-литрового двигателя GTAm. В такой компоновке модели достигли переменного успеха в 1975 году, выиграв полностью ралли Элба и Коста Брава, а также победив в категории Группа 2 на Корсике в ходе Мирового Чемпионата по Ралли (WRC). В следующем году Autodelta сфокусировалась на кольцевых гонках для Alfetta, которая выиграла свой дивизион до 2,5 л. в  Европейском Чемпионате по турингу, заняв памятное второе место в гонке на 24 часа на Спа-Франкоршам, а также победив в ETC на трассе в Валлелунге. Несмотря на такие результаты, усилия Autodelta в Группе 2 Alfetta не стали системными и проект закончился в результате бюджетных трат Alfa Romeo в Формуле-1 и в World Endurance Championship по прототипам.
В конце сезона 1975 года, Autodelta участвовала в ралли на Alfetta GTV с 3,0-литровым V8 двигателем, происходящим от 2.6 л V8 с Alfa Romeo Montreal купе, с установленным дополнительным механическим инжектором от SPICA. Данной моделью управлял Баллестрери (Ballestrieri) на относительно маленьком ралли Valli Piacentine, но в результате развитие V8 Alfetta как гоночной машины не было продолжено, когда план по производству 400 дорожных версий этой модели для допуска в категорию был отклонён. Около двадцати 2.6 л. V8 Alfetta GTV были построены Autodelta по запросу немецкого импортера Alfa в 1977 году, где они были проданы по цене 50 000 DM, значительно больше, чем 20,990 DM за Alfetta GTV2000.
В 1980 году, Alfetta GTV Turbodelta была допущена FIA в Группу 4 с необходимым числом произведённых автомобилей. Гоночная версия участвовала в раллийных гонках. Несмотря на победу в Danube Rally, развитие Alfetta Turbodelta не получила; Так как представление Giulietta Turbo, стало неизбежным для GTV6, в итоге при конкуренции отделов, в 1981/82 году модель была переведена в Категорию N и A, в которых GTV6 показала свою хорошую подготовленность.
В 1986 году, Alfa Romeo GTV6 была самой быстрой моделью в ралли в Группе А. Правда в 1986, производство GTV6 остановилось и Alfa Romeo перенаправила все свои усилия в группе А на автомобили 75/Milano класса седан, которые были сделаны на той же базе с ведущим мостом и дифференциалом сзади. Однако 1986 год принёс одну из прекрасных раллийных побед для GTV6, когда Ивес Любье (Yves Loubet) выиграл в Группе A в трагическом 1986 Tour de Corse и занял третье место среди мощных автомобилей Группы B.

## Двигатели. Технические характеристики
| Модель            | Двигатель | Объём         | Мощность                  | Крутящий момент          | Примечание                         |
| ----------------- | --------- | ------------- | ------------------------- | ------------------------ | ---------------------------------- |
| 1.6               | I4        | 1,590 куб.см  | 109 л.с. при 5600 об/мин  | 142 Н/м при 4300 об/мин  |                                    |
| 1.8               | I4        | 1,779 куб.см  | 122 л.с. при 5,500 об/мин | 167 н/м при 4,000 об/мин |                                    |
| 2.0               | I4        | 1,962 куб.см  | 122 л.с. при 5,300 об/мин | 175 Н/м при 4,000 об/мин |                                    |
| 2.0               | I4        | 1,962 куб.см  | 130 л.с. при 5,400 об/мин | 178 Н/м при 4,000 об/мин |                                    |
| 2.0 Turbo         | I4        | 1,962 куб.см. | 150 л.с. при 5,500 об/мин | 231 Н/м при 3,500 об/мин | GTV 2000 Turbodelta                |
| 2.5 V6            | V6        | 2,492 куб.см  | 160 л.с. при 5,600 об/мин | 213 Н/м при 4,000 об/мин | GTV6                               |
| 2.5 V6 Twin Turbo | V6        | 2,492 куб.см  | 233 л.с. при 5,600 об/мин | 332 Н/м при 2,500 об/мин | GTV6 Callaway                      |
| 2.6 V8            | V8        | 2,593 куб.см  | 200 л.с. при 6,500 об/мин | 270 Н/м при 4,750 об/мин | GTV8, Autodelta ограниченная серия |
| 2.0 Turbodiesel   | I4        | 1,995 куб.см  | 82 л.с. при 4,300 об/мин  | 162 Н/м при 2,300 об/мин | только седан                       |
| 2.4 Turbodiesel   | I4        | 2,393 куб.см  | 95 л.с. 4,300 об/мин      | 196 Н/м 2,300 об/мин     | только седан                       |